# Ruth Smith
Ruth Smith (Vágur, 1913. április 5. – Vágur, 1958. május 26.) feröeri festő és grafikus.

## Élete és munkássága
Szülei Johan Smith (eredetileg halász, de betegsége miatt később festékkereskedést nyitott), valamint Elin Caroline Djurhuus. Apját kilencéves korában elveszítette, így testvéreivel együtt már gyerekfejjel dolgozniuk kellett. 15 éves korában levélkihordó volt a faluban.
1930-ban Dániába utazott, hogy ápolónőnek tanuljon. Először szolgálóként kapott állást, majd Koppenhágában dolgozott egy szeretetotthon mosodájában, ahol valamivel nagyobb fizetést kapott. Már gyerekkora óta szívesen rajzolt, és ezt szabadidejében itt is folytatta. Egy betegük rajzait látva beajánlotta Bizzie Høyer rajziskolájába, ahová ez után 1933-1934-ben járt, ezzel feladva ápolónői terveit a művészetért. 1936-ban felvették a dán királyi művészeti akadémia festészeti iskolájába, ahol 1943-ban végzett. Tanára, Aksel Jørgensen szerint önarcképei a legjobbak közé számítanak a skandináv művészeti világban.
1945-ben feleségül ment Poul Morell Nielsen építészhez, akitől két gyermeke született: Leif (1947) és Louis (1952). Koppenhágában és a jyllandi Lemvigben laktak. Ebben az időben Smith koppenhágai városi képeket, illetve nyugat-jyllandi pertvidékekről szóló tájképeket festett. 1947-1948-ban a Holmegaards Glasværk dán üveggyár számára festett üvegeket.
1948-ban családjával együtt hazaköltözött szülőfalujába. Ez után születtek legjelentősebb művei, köztük két önarcképe 1955-ből és 1956-ból (ez utóbbit csak 1985-ben fedezték fel).
Szeretett úszni a tengerben, azonban 1958. május 26-án úszás közben belefulladt a Vágs-fjord vizébe.